# Chorisoneura cristobalensis
Chorisoneura cristobalensis är en kackerlacksart som beskrevs av Roth, L. M. 1992. Chorisoneura cristobalensis ingår i släktet Chorisoneura och familjen småkackerlackor. Inga underarter finns listade i Catalogue of Life.